# Mabini (Bohol)
Pour les articles homonymes, voir Mabini.
Mabini (en cebuano Munisipyo sa Mabini ; en tagalog : Bayan ng Mabini) est une municipalité de l'île et province de Bohol, située dans la région des Visayas centrales aux Philippines.
Sa population s'élève à 28 701 habitants lors du recensement de 2020.

## Géographie
Mabini est située à l'est de l'île de Bohol ; au sud de la ville s'étend la baie de Cogtong, avec ses vastes forêts de mangroves et des vasières.
D'une superficie totale de 104,57 kilomètres carrés, elle est divisée en 22 barangays : 
- Abaca
- Abad Santos
- Aguipo
- Concepcion (Banlas)1
- Baybayon
- Bulawan
- Cabidian
- Cawayanan
- Mar
- Lungsoda-an
- Marcelo
- Minol
- Paraiso
- Poblacion I
- Poblacion II
- San Isidro
- San Jose
- San Rafael
- San Roque (Cabulao)
- Tambo
- Tangkigan
- Valaga

## Histoire

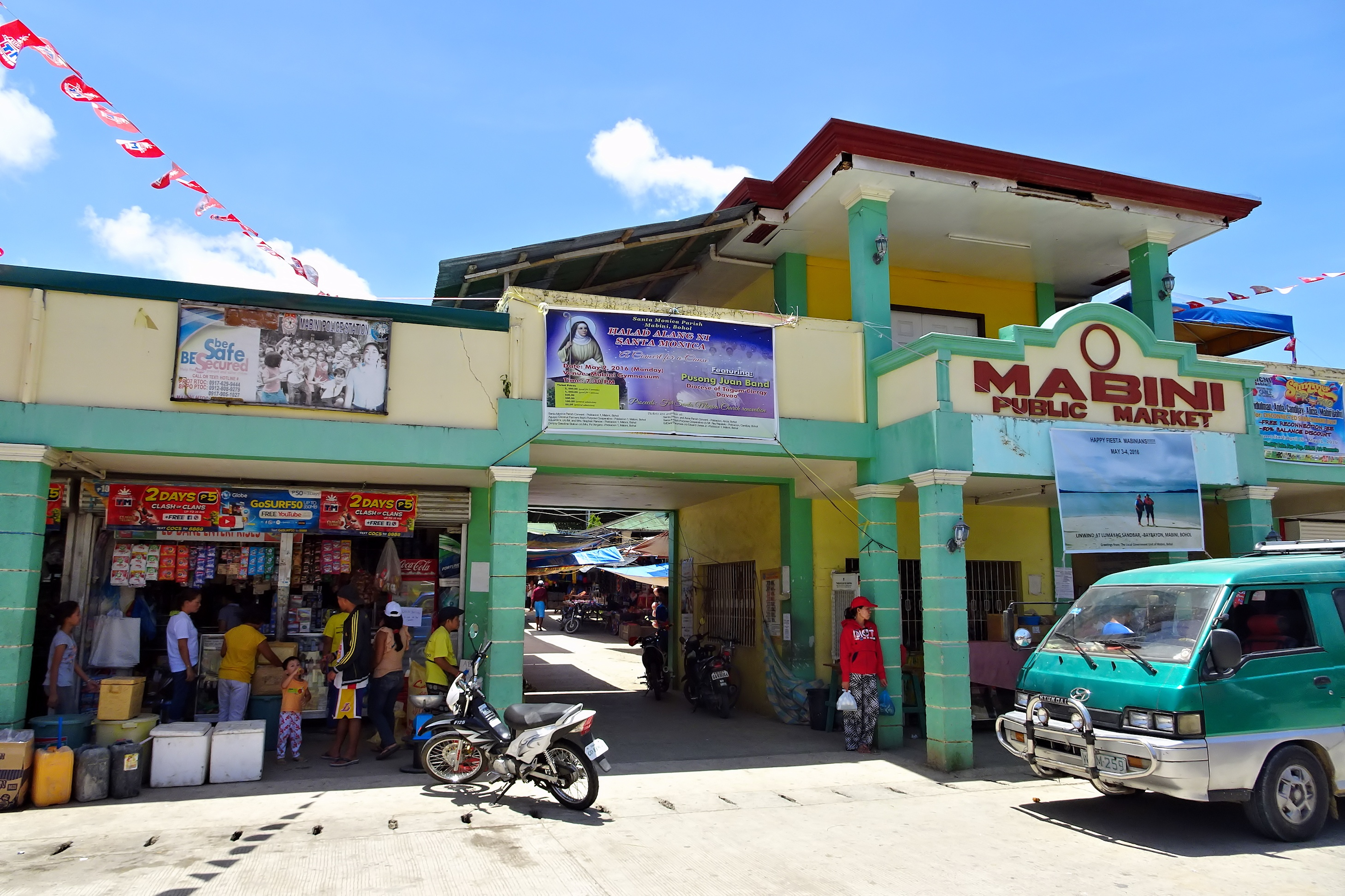
Le marché public de Mabini en mai 2016.

La municipalité de Mabini est créée le 23 juillet 1904 ; elle prend le nom du dirigeant révolutionnaire Apolinario Mabini, premier Premier ministre des Philippines.
| 1918 | 1939  | 1948  | 1960  | 1970  | 1975  | 1980  | 1990  | 1995  | 2000  | 2007  | 2010  | 2015  | 2020  |
| ---- | ----- | ----- | ----- | ----- | ----- | ----- | ----- | ----- | ----- | ----- | ----- | ----- | ----- |
| 9005 | 17473 | 22673 | 14703 | 16223 | 19071 | 20876 | 21854 | 23370 | 27250 | 28788 | 28174 | 27171 | 28701 |